# Temporada 1979-80 de los Denver Nuggets
La temporada 1979-80 fue la cuarta de los Denver Nuggets en la NBA, tras la fusión de la liga con la ABA, donde había jugado nueve temporadas. La temporada regular acabó con 30 victorias y 52 derrotas, ocupando el noveno puesto de la conferencia Oeste, no logrando clasificarse para los playoffs.

## Elecciones en elDraft
| Ronda | Puesto | Jugador      | Posición | Nacionalidad   | Universidad |
| ----- | ------ | ------------ | -------- | -------------- | ----------- |
| 2     | 30     | Gary Garland | Base     | Estados Unidos | DePaul      |

## Temporada regular
| División Central    | División Central | División Central | División Central | División Central | División Central | División Central | División Central | División Central |
| Equipo              | G                | P                | %                | PD               | Casa             | Fuera            | Div              |                  |
| ------------------- | ---------------- | ---------------- | ---------------- | ---------------- | ---------------- | ---------------- | ---------------- | ---------------- |
| y-Milwaukee Bucks   | 49               | 33               | .598             | –                | 28–12            | 21–21            | 15–9             |                  |
| x-Kansas City Kings | 47               | 35               | .573             | 2                | 30–11            | 17–24            | 18–6             |                  |
| Chicago Bulls       | 30               | 52               | .366             | 19               | 21–20            | 9–32             | 8–16             |                  |
| Denver Nuggets      | 30               | 52               | .366             | 19               | 24–17            | 6–35             | 10–14            |                  |
| Utah Jazz           | 24               | 58               | .293             | 25               | 17–24            | 7–34             | 9–15             |                  |

## Estadísticas
| Rk | Jugador         | Edad | P  | PT | MP   | TC  | TCI  | %TC  | T3  | T3I | %T3  | TL  | TLI | %TL   | RO  | RD  | RT   | AS  | RB  | TAP | BP  | FP  | PTS  |
| -- | --------------- | ---- | -- | -- | ---- | --- | ---- | ---- | --- | --- | ---- | --- | --- | ----- | --- | --- | ---- | --- | --- | --- | --- | --- | ---- |
| 1  | Alex English    | 26   | 24 |    | 36.5 | 8.6 | 17.8 | .485 | 0.1 | 0.1 | .667 | 4.0 | 5.3 | .762  | 4.3 | 5.1 | 9.4  | 3.4 | 1.2 | 1.2 | 3.8 | 3.3 | 21.3 |
| 2  | Dan Issel       | 31   | 82 |    | 35.8 | 8.7 | 17.3 | .505 | 0.0 | 0.1 | .333 | 6.3 | 8.1 | .775  | 2.9 | 5.9 | 8.8  | 2.4 | 1.1 | 0.7 | 2.0 | 2.3 | 23.8 |
| 3  | David Thompson  | 25   | 39 |    | 31.8 | 7.4 | 15.8 | .468 | 0.2 | 0.5 | .368 | 6.5 | 8.6 | .758  | 1.4 | 3.0 | 4.5  | 3.2 | 1.0 | 1.0 | 3.0 | 2.7 | 21.5 |
| 4  | Bob Wilkerson   | 25   | 75 |    | 31.7 | 5.7 | 13.7 | .417 | 0.1 | 0.5 | .206 | 2.2 | 3.0 | .748  | 1.1 | 3.1 | 4.2  | 3.2 | 1.2 | 0.4 | 2.6 | 2.6 | 13.8 |
| 5  | George McGinnis | 29   | 45 |    | 31.6 | 6.0 | 13.0 | .459 | 0.0 | 0.2 | .143 | 3.7 | 6.8 | .541  | 3.0 | 7.3 | 10.3 | 4.9 | 1.5 | 0.4 | 4.2 | 4.2 | 15.6 |
| 6  | Tom Boswell     | 26   | 18 |    | 29.0 | 4.0 | 7.5  | .533 | 0.1 | 0.1 | .500 | 3.2 | 3.9 | .829  | 2.2 | 4.1 | 6.3  | 2.6 | 0.3 | 0.4 | 2.2 | 3.1 | 11.3 |
| 7  | John Roche      | 30   | 82 |    | 27.9 | 4.3 | 9.0  | .478 | 0.6 | 1.6 | .380 | 2.1 | 2.5 | .866  | 0.3 | 1.1 | 1.4  | 4.9 | 1.0 | 0.1 | 1.9 | 1.7 | 11.4 |
| 8  | Charlie Scott   | 31   | 69 |    | 27.0 | 4.0 | 10.0 | .401 | 0.0 | 0.2 | .182 | 1.2 | 1.7 | .720  | 0.7 | 1.7 | 2.4  | 3.6 | 0.7 | 0.3 | 2.4 | 2.9 | 9.3  |
| 9  | George Johnson  | 23   | 75 |    | 25.8 | 4.1 | 8.7  | .476 | 0.0 | 0.1 | .222 | 2.0 | 2.5 | .783  | 2.5 | 5.3 | 7.8  | 2.1 | 1.1 | 0.9 | 2.0 | 3.5 | 10.2 |
| 10 | Anthony Roberts | 24   | 23 |    | 21.1 | 3.0 | 7.9  | .381 | 0.0 | 0.0 | .000 | 1.7 | 2.6 | .650  | 2.3 | 2.4 | 4.7  | 0.9 | 0.6 | 0.1 | 1.2 | 2.3 | 7.7  |
| 11 | Glen Gondrezick | 24   | 59 |    | 17.3 | 2.5 | 4.8  | .517 | 0.0 | 0.1 | .333 | 1.6 | 2.1 | .760  | 1.8 | 2.6 | 4.4  | 1.4 | 1.2 | 0.3 | 1.0 | 2.0 | 6.6  |
| 12 | Kim Hughes      | 27   | 70 |    | 17.3 | 1.5 | 2.9  | .505 | 0.0 | 0.0 |      | 0.2 | 0.6 | .366  | 1.8 | 2.9 | 4.7  | 1.1 | 0.9 | 1.1 | 0.7 | 2.6 | 3.1  |
| 13 | Gary Garland    | 22   | 78 |    | 14.2 | 2.0 | 4.6  | .435 | 0.1 | 0.2 | .316 | 0.2 | 0.3 | .692  | 0.6 | 1.1 | 1.8  | 1.9 | 0.7 | 0.1 | 0.9 | 1.0 | 4.3  |
| 14 | Bo Ellis        | 25   | 48 |    | 10.5 | 1.3 | 2.8  | .449 | 0.0 | 0.1 | .000 | 0.8 | 1.1 | .755  | 1.1 | 1.4 | 2.4  | 0.6 | 0.2 | 0.5 | 0.5 | 1.4 | 3.4  |
| 15 | Arvid Kramer    | 23   | 8  |    | 5.6  | 0.9 | 2.8  | .318 | 0.0 | 0.0 |      | 0.3 | 0.3 | 1.000 | 0.8 | 0.8 | 1.5  | 0.4 | 0.0 | 0.6 | 0.6 | 1.0 | 2.0  |